# 대형 제니스 망원경
대형 제니스 망원경은 제니스 망원경을 대형화한 망원경이다. 캐나다에서 사용했던 망원경이다.

## 설명
대형 제니스 망원경(Large Zenith Telescope, LZT)은 캐나다에 브리티시컬럼비아주의 지역 중에 하나인 밴쿠버(Maple Ridge)에서 동쪽으로 약 70km 떨어진 브리티시컬럼비아 대학교 말콤냅 연구 숲에 위치한 지름 6.0미터의 액체 거울 망원경이다. 그것은 세계에서 가장 큰 광학망원경 중 하나였지만 여전히 꽤 저렴한 가격이다. 이 망원경은 2003년 봄에 완성되었고 2016년에 해체되었다.  제니스 망원경은 작은 곳을 똑바로 쳐다볼 수밖에 없는 단점이 있지만 단순화된 설정으로 액체 상태의 수은이 채워진 매끄럽게 돌아가는 팬으로 구성된 거울을 사용할 수 있는 장점도 있다. 이런 거울은 기존 거울보다 훨씬 크게 만들어 집광 능력을 크게 높일 수 있다. 대형 제니스 망원경은 트랜짓 이미징을 위해 사용되는데 이는 지구의 회전이 센서를 따라 별들을 이동시키고 센서의 잠재 이미지는 이 움직임에 따라 전자적으로 이동하여 트레일링 에지에서 판독되도록 함을 의미한다. 이 망원경은 수년 동안 액체 상태의 수은 거울을 사용해 왔던 지름 3미터의 나사가 운용하는 궤도 잔해 관측소의 망원경 부품들을 사용했다. 이 거울은 백만 달러를 들여 만들어진 시험이었지만 시험장의 날씨 때문에 천문학에 적합하지 않았다. 2016년에 그것은 북미에서 세 번째로 큰 망원경으로 알려졌고 정상 거울의 1%의 비용이 드는 회전하는 수은 거울로 주목받았다.

## 같이 보기
- 천문학
- 망원경